# Karl Sapper
Karl Theodor Sapper (Wittislingen, 6 febbraio 1866 – Garmisch-Partenkirchen, 29 marzo 1945) è stato un esploratore, linguista ed etnologo tedesco.

## Biografia
Sapper trascorse oltre dodici anni (1888–95) viaggiando in gran parte dell'America Centrale,  pubblicando, nel corso dei suoi viaggi, una serie di opere scientifiche sulla vulcanologia, sulle lingue mesoamericane e sulle mappe dei siti archeologici Maya.
Sapper è ricordato nei nomi scientifici di due serpenti del centro america: Amastridium sapperi e Micrurus diastema sapperi.